# کاندوریکوینا (کوسکو)
کاندوریکوینا (به اسپانیایی: Condoriquiña) یک کوه در پرو است که در پرو واقع شده‌است. کاندوریکوینا ۵٬۷۸۰ متر بالاتر از سطح دریا واقع شده‌است.